# 伊斯肯德倫
伊斯肯德倫（土耳其語：İskenderun），即小亚历山大或亚历山大勒塔（希臘語：Αλεξανδρέττα），是土耳其的港口城市，由哈塔伊省負責管轄，位於該國南部地中海沿岸，面積759平方公里，海拔高度4米，每年平均降雨量727毫米，2010年人口201,183。

## 外部連結
- İskenderun Guide （页面存档备份，存于）
- İskenderun （页面存档备份，存于）
- İskenderun pictures （页面存档备份，存于）
- İskenderun News（页面存档备份，存于）
- Information on İskenderun （土耳其文）
- Catholic Church of İskenderun